# قمر 14 (فلم 2022)
قمر 14 هو فيلم دراما مصري من إخراج هادي الباجوري وبطولة خالد النبوي، أحمد الفيشاوي، بيومي فؤاد ومحمد جمعة.صدر الفيلم في 12 يناير 2022.

## نبذه
تقع أحداث الفيلم حين يعتلي قمر ليلة 14 سماء مصر، فنشهد تحت ضيائه عدة علاقات عاطفية تحاول الصمود والنجاح؛ حيث يصطدم أصحابها بمحظورات مختلفة يفرضها عليهم المجتمع، لتعوق علاقاتهم وتهددها بالفشل.

## طاقم العمل
- خالد النبوي
- أحمد الفيشاوي
- بيومي فؤاد
- محمد جمعة
- خالد أنور
- محمد علاء
- مي الغيطي
- أسماء أبو اليزيد
- ياسمين رئيس
- شيرين رضا
- غادة عادل

## وصلات خارجية
- مقالات تستعمل روابط فنية بلا صلة مع ويكي بيانات